# Matthias Loibner
Matthias Loibner (* 2. Mai 1969 in Graz) ist ein österreichischer Drehleierspieler und Komponist.

## Leben
Matthias Loibner spielte bis zu seinem 20. Lebensjahr vor allem Klavier, Gitarre und Posaune. Er studierte einige Semester klassische Komposition, Jazzkomposition, Orchester- und Chorleitung an der Hochschule für Musik und Darstellende Kunst in Graz. Seit 1990 widmet er sich hauptsächlich der Drehleier, sowohl als Musiker als auch als Lehrer. Matthias Loibner lebt heute in Wien.

## Musik
Matthias Loibners Tätigkeit umfasst ein breites stilistisches Spektrum in dem mündlich überlieferte Musik verschiedener Herkunft eine zentrale Rolle einnimmt. Dazu zählen österreichische Volksmusik und die Neue Volksmusik (in seinen Anfängen als Drehleierspieler mit der Gruppe Wullaza), World- und Ethnomusik (in der Zusammenarbeit mit Nataša Mirković-De Ro, Sandy Lopicic Orkestar, Ross Daly, deishovida, The Big Five, Linsey Pollak, Tunji Beier) sowie elektronische Musik. Konzert- und Studienreisen führen Matthias Loibner nach Afrika, Australien, Japan und Amerika.
Ein weiterer Schwerpunkt seiner Arbeit ist die Interpretation von Originalkompositionen für Drehleier aus dem französischen Barock u. a. mit dem Ensemble Baroque de Limoges, Le Concert Spirituel, Les Eclairs de Musique, Les Musiciens de Saint Julien, Tobie Miller und Riccardo Delfino.
Loibner arbeitet außerdem in den Bereichen Neue Musik, experimentelle Musik, Avantgarde, improvisierte Musik und Jazz (z. B. solistisch oder mit Jörg Mikula, Franz Hautzinger, Tunji Beier u. a.). Er kombiniert die Drehleier mit einem eigenen Setup aus Live-Effekten und live-looping software am Computer.
Als Musiker und Komponist arbeitete Loibner zusammen mit Ernst M. Binder, Henning Mankell, Dimiter Gotscheff und Sandy Lopicic am Theater.
2008 verwirklichte er die multimediale Livemusik-Installation "Time Project" mit vier europäischen Bands (Snö, Mitsoura, Palyrria, familha Artús). 2009 arrangierte er die "Winterreise" von Franz Schubert und Wilhelm Müller für Gesang und Drehleier.
Seit 1994 unterrichtet Matthias Loibner Drehleiertechnik, Barockmusik und Improvisation bei Festivals und Kursen in mehreren europäischen Ländern, sowie in Japan und Australien, unter anderem gemeinsam mit Tobie Miller an der Schola Cantorum in Basel. 1997 verfasste er zusammen mit Riccardo Delfino das Lehrbuch Drehleier Spielen.
Matthias Loibner arbeitet seit 1995 mit dem Instrumentenbauer Wolfgang Weichselbaumer an der Weiterentwicklung der Alto-Drehleier unter anderem an der mehrkanaligen elektronischen Abnahme. Seit 2004 arbeitet er mit Christophe Coin (Ensemble Baroque de Limoges) und Wolfgang Weichselbaumer an einem Projekt zur Rekonstruktion der Orgelleier (lira organizzata) für die Wiederaufführung und Erstaufnahme der dafür komponierten Werke von Joseph Haydn, Ignaz Josef Pleyel und anderer.
2007 und 2008 war Loibner Kurator des Ö1 Drehleierfestivals im Radiokulturhaus Wien.

## Auszeichnungen
- 1. Preis beim Concours des vielles et cornemuses des Rencontres internationales de Luthiers et Maîtres Sonneurs (Frankreich) 1994 als Drehleiersolist
- Austrian World Music - Förderpreis 2005 in Wien (Ö) 2005 im Duo mit Natasa Mirkovic - De Ro

Einige CD-Aufnahmen von Matthias Loibner erhielten Auszeichnungen wie z. B.
- Choc – Le Monde de la musique für Ensemble Baroque de Limoges: deLirium (laborie classique, 2007)
- Ö1 Pasticciopreis für Matthias Loibner: Vielle à roue (cinq planetes, 2006)

## Diskografie (Auswahl)
- Lucas Niggli/Matthias Loibner: Still Storm (Intakt Records 2022)[2]
- Brot & Sterne: Tales of Wanderlust (Traumton Records, 2019)
- Brot & Sterne: Tales of Herbst (Traumton Records, 2017)
- Lichtungen (Traumton Records, 2015)
- Ensemble Baroque de Limoges: La Lira di Napoli (laborie classique, 2012)
- Winterreise (Raumklang, 2010)
- Zykado (Producciones efímeras, 2007)
- Ensemble Baroque de Limoges: deLirium (laborie classique, 2007)
- Matthias Loibner: Vielle à roue (cinq planetes, 2006)
- Ajvar & Sterz (Producciones efímeras, 2006)
- Gipsy's Lullaby (Extraplatte, 2004)
- Sandy Lopicic Orkestar: Balkea (Network Medien, 2004)
- Les Eclairs de Musique: Les Saisons amusantes (Artsmusic, 2002)
- Les MaÓtres de la vielle baroque (CPO, 2002)
- Sandy Lopicic Orkestar: Border Confusion (Network Medien, 2001)
- deishovida: gaisfeld (Extraplatte, 2000)
- deishovida: not 4 u (Almaviva, 1997)
- deishovida: fast folk (Extraplatte, 1995)